# طائفة شلب
طائفة شِلب هي إحدى ممالك الطوائف أسسها الحاجب عيسى بن محمد في شلب وباجة غربي الأندلس أثناء فتنة الأندلس، ومن بعده ابنه محمد حتى وفاته عام 440 هـ، ثم حكمها بنو مزين من سعد العشيرة إلى أن ضمها المعتضد بن عباد صاحب إشبيلية عام 455 هـ.

## تاريخ الطائفة
استغل الحاجب عيسى بن محمد فتنة الأندلس، واستقل بكورتي شلب وباجة غربي الأندلس، وحكمها حتى وفاته عام 432 هـ. بعد وفاته، خلفه ابنه محمد المتلقب بعميد الدولة الذي تنازل للمعتضد بن عباد عن باجة بفعل غارات ابن عباد المتوالية.
بعد وفاة محمد بن عيسى في ربيع الآخر 440 هـ، بايع أهل شلب القاضي عيسى بن أبي بكر بن مُزَين الذي حكم المدينة لخمسة أعوام قضاها في مدافعة ابن عباد، حتى قتل عام 445 هـ دفاعًا عن المدينة. خلف الناصر محمد بن عيسى أباه حتى وفاته عام 450 هـ، فخلفه ابنه المظفر عيسى الذي واصل الدفاع عن المدينة حتى اقتحمتها قوات المعتضد، وقتلته داخل قصره في شوال 455 هـ.

## حكام الطائفة
- الحاجب عيسى بن محمد (حتى عام 432 هـ)
- عميد الدولة محمد بن عيسى (432 هـ - 440 هـ)
- القاضي عيسى بن أبي بكر بن مزين (440 هـ - 445 هـ)
- الناصر محمد بن عيسى بن مزين (445 هـ - 450 هـ)
- المظفر عيسى بن محمد بن مزين (450 هـ - 455 هـ)